# GAY.tv
Gay.tv je italská televizní stanice vysílající pro gay komunitu. Gay.tv patří mezi první kanály věnované homosexuální menšině. Další kanály pro gay komunitu vysílají např. ve Francii, Německu či Spojeném království. Gay.tv vysílá filmy, talk show, soutěže a magazíny s převážně gay tematikou. Televize také věnuje velkou část programu hudbě, hitparádám a videoklipům.
V roce 2006 jako první TV v Evropě začala vysílat gay reality show Open Space, ve kterém 12 soutěžících (gay, lesby, bi- a transsexuálové) žilo v domě pod neustálým dohledem kamer po dobu 3 měsíců. Zajímavostí bylo, že diváci nehlasovali, koho v domě nechtějí, ale naopak koho chtějí a soutěžící mohli aktivně komunikovat s diváky prostřednictvím chatu a telefonu.
Mezi další zajímavé pořady patří například talk show „Chiamo la polizia“ (Zavolám policii), kde na otázky diváků odpovídá tým psychologů a odborníků.
Gay.tv vysílá volně ze satelitu HotBird 24 hodin denně.